# Ernst Schunke

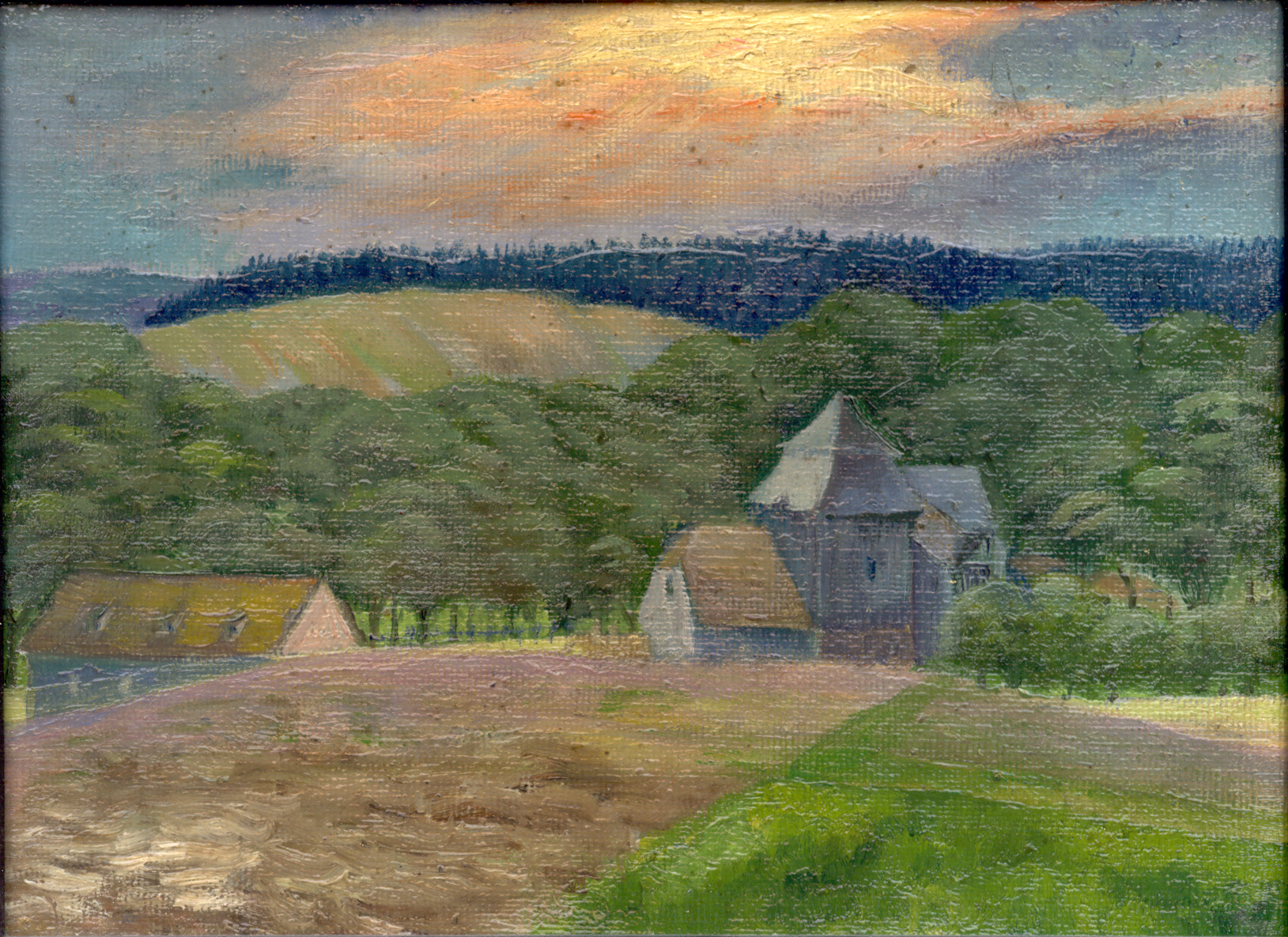
Ernst Schunke: Die Schwarzfarbe in Schleiz (1918)

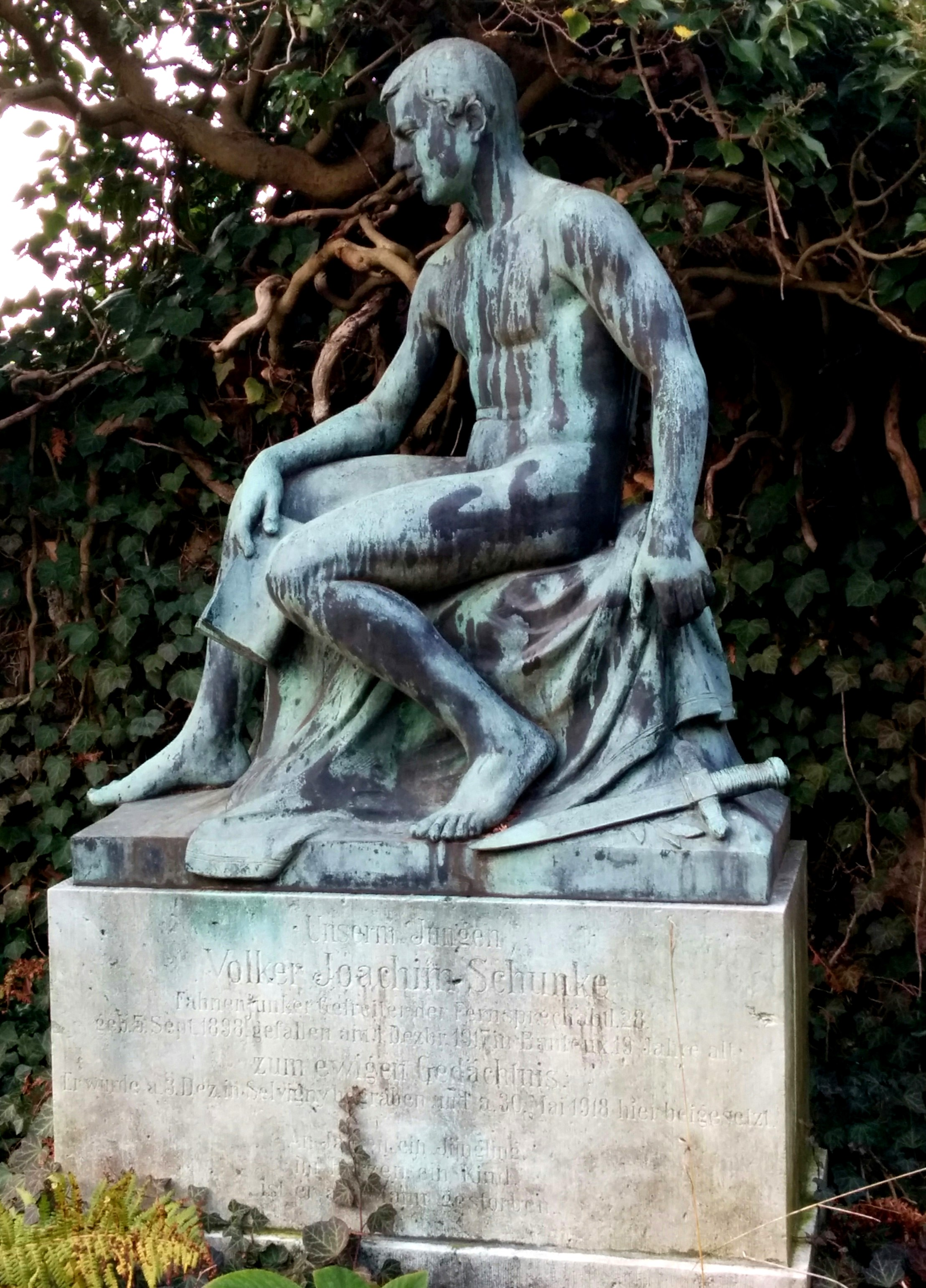
Grabmal von Volker Schunke (1898–1917), dem Sohn Ernst Schunkes, auf dem Bergfriedhof Schleiz

Ernst Schunke (* 28. September 1862 in Wersdorf; † 12. Oktober 1936 in Murnau) war ein deutscher Künstler und Zeichenlehrer, der während seiner Tätigkeit in Gera (1902–1907) das Talent von Otto Dix entdeckte und diesen in seiner Jugend entscheidend förderte.

## Leben
Schunke verbrachte seine Kindheit und Jugendzeit im Großherzogtum Sachsen-Weimar-Eisenach. Seine Ausbildung als Lehrer erhielt er in Weimar und die erste Anstellung als Elementarlehrer in Mellingen. 1902 wechselte er in den reußischen Schuldienst. Hier war er zunächst an der Bürgerschule im Geraer Vorort Debschwitz tätig. Als Lehrprobe hielt er zwei Lektionen zu den Themen „Der Jüngling von Nain“ und „Die Saale und ihr Gebiet“.
1903 wechselte er von Debschwitz an die Untermhäuser Bürgerschule. Der ein Jahr später ebenfalls an diese Schule berufene neue Schulrektor Theodor Böttcher ermöglichte ihm seine Spezialisierung zum Zeichenlehrer. Anfangs musste er auch Religion, Naturkunde und Deutsch unterrichten. Aus eigenem Antrieb ließ er, der nie eine Zeichenlehrerprüfung abgelegt hat, sich in Weimar im Atelier von Professor Rasch und in den Jahren 1905 und 1906 in den Sommerkursen an der Münchener Kunstgewerbeschule von Wilhelm von Debschitz – neben der Weimarer Schule von Henry van de Velde die modernste im damaligen Deutschland – weiterbilden. Zu diesem Zwecke wurde er jeweils großzügig vom Untermhäuser Schuldienst beurlaubt. Er gestaltete den Zeichenunterricht in neuzeitlichem Sinne gemäß dem Gedankengut des Münchner Künstlers Hermann Obrist (1863–1927), einem der einflussreichsten zeitgenössischen Theoretiker des Jugendstils. Unakademische bildnerische Schulung im Zeichnen nach der Natur war ihm wichtiger als die Vermittlung von Kunsttheorien. Er führte auch plastisches Modellieren in den Unterricht ein.
Am 30. März 1907 zog er nach Gera zurück, wo er an der Enzianschule in erster Linie musische Fächer unterrichtete. 1908 zog er mit seiner Familie nach Schleiz, wo er an das traditionsreiche fürstliche Gymnasium Rutheneum berufen worden war. Er gab dort Unterricht in Zeichnen, Musik und Mathematik. In Schleiz war Schunke bis zu seiner Pensionierung im Jahre 1928 als Lehrer tätig. 1912 brachte er markante Plätze der Stadt Schleiz mit der Feder zu Papier, woraus eine Postkartenkollektion entstand, die jahrzehntelang verkauft wurde. 1935 zog er zu seiner Tochter Elisabeth nach Murnau, wo er am 12. Oktober 1936 starb.

## Familie
Aus Schunkes Ehe gingen zwei Kinder hervor, die Tochter Elisabeth und der Sohn Volker, der am 5. September 1898 in Mellingen geboren wurde. Volker Schunke wurde als junger Abiturient kurz vor Ende des Ersten Weltkriegs (1917) noch eingezogen. Ehe er die Westfront erreichte, wurde er als Fahnenjunker und Gefreiter des Fernsprechbataillons I, 28 nahe Banteux am 1. Dezember 1917 von einem verirrten Granatsplitter oben auf einem Telegrafenmast tödlich getroffen. Am 3. Dezember 1917 trug man ihn in Selvigny zu Grabe. 1918 wurde der Leichnam nach Schleiz überführt und dort am 30. Mai 1918 beigesetzt. Mit einer heute noch an der nördlichen Friedhofsmauer zu findenden, fast lebensgroßen Bronzeskulptur setzten ihm seine Eltern auf dem Schleizer Bergfriedhof ein Denkmal. Wohl nach einem Entwurf des Vaters entstanden, stellt die Bronze einen nackten sitzenden Jüngling dar, dem Buch und Schwert aus den Händen entglitten sind. Dazu die Inschrift: „An Jahren ein Jüngling, im Herzen ein Kind, starb er als Mann.“ Ernst Schunke soll vom Tod seines Sohnes so schwer getroffen worden sein, dass er in tiefe Trauer und Verbitterung verfiel und innerhalb kürzester Zeit um Jahre alterte.
Die Tochter Elisabeth, die das Talent ihres Vaters erbte, absolvierte ihr Kunststudium in den 1920er Jahren an der Staatlichen Akademie für Kunstgewerbe in Dresden.

## Bedeutung
Als erster entdeckte und förderte Ernst Schunke das außergewöhnliche Talent von Otto Dix. 1903 lernte er seinen begabten, damals 12 Jahre alten Schüler kennen und half ihm in den folgenden drei Jahren entscheidend. Er öffnete „ihm die Augen für das Wesen der heimatlichen Landschaft“ und weckte „den Sinn für eine bildnerische Verdichtung des Geschauten“.
Auf sonntäglichen Streifzügen durch die nähere Umgebung Geras brachte Schunke seinem Schüler das Anschauen, Erfassen und Zeichnen seiner Heimat nahe. Unnachgiebig hielt er ihn zum Zeichnen an: „Lieber Zeichnen als Malen! Muß alles viel genauer gezeichnet werden!“, vermerkte er in feingliedriger, doch energischer Handschrift auf frühen Zeichnungen. Otto Dix schrieb 1966 im Rückblick auf Ernst Schunke: „Malen konnte ich eigentlich ohne Vorbilder schon immer, aber natürlich verdanke ich meinem alten Lehrer Schunke viel, der mich zu gestalterischer Freiheit führte.“
Schunke erwirkte für den jungen Künstler in einer Audienz bei Heinrich XXVII. Reuß j. L., dem damaligen regierenden Fürsten in Gera, ein Stipendium für die Kunstgewerbeschule in Dresden. Der Fürst knüpfte an das Stipendium allerdings die Bedingung, dass Dix vorher einen Handwerksberuf erlernen sollte. Daraufhin absolvierte Otto Dix von 1906 bis 1910 eine Dekorationsmalerlehre bei Carl Senff in Gera. Erst danach begann seine eigentliche Malerkarriere. Im Jahre 1931 traf Otto Dix seinen nunmehr 69 Jahre alten Lehrer noch einmal und zeichnete in schwarzer Kreide ein markantes Porträt, das lange als verschollen galt, möglicherweise aber doch noch existiert und sich in Süddeutschland in Privatbesitz befindet.